# Vederlax hembygdsmuseum

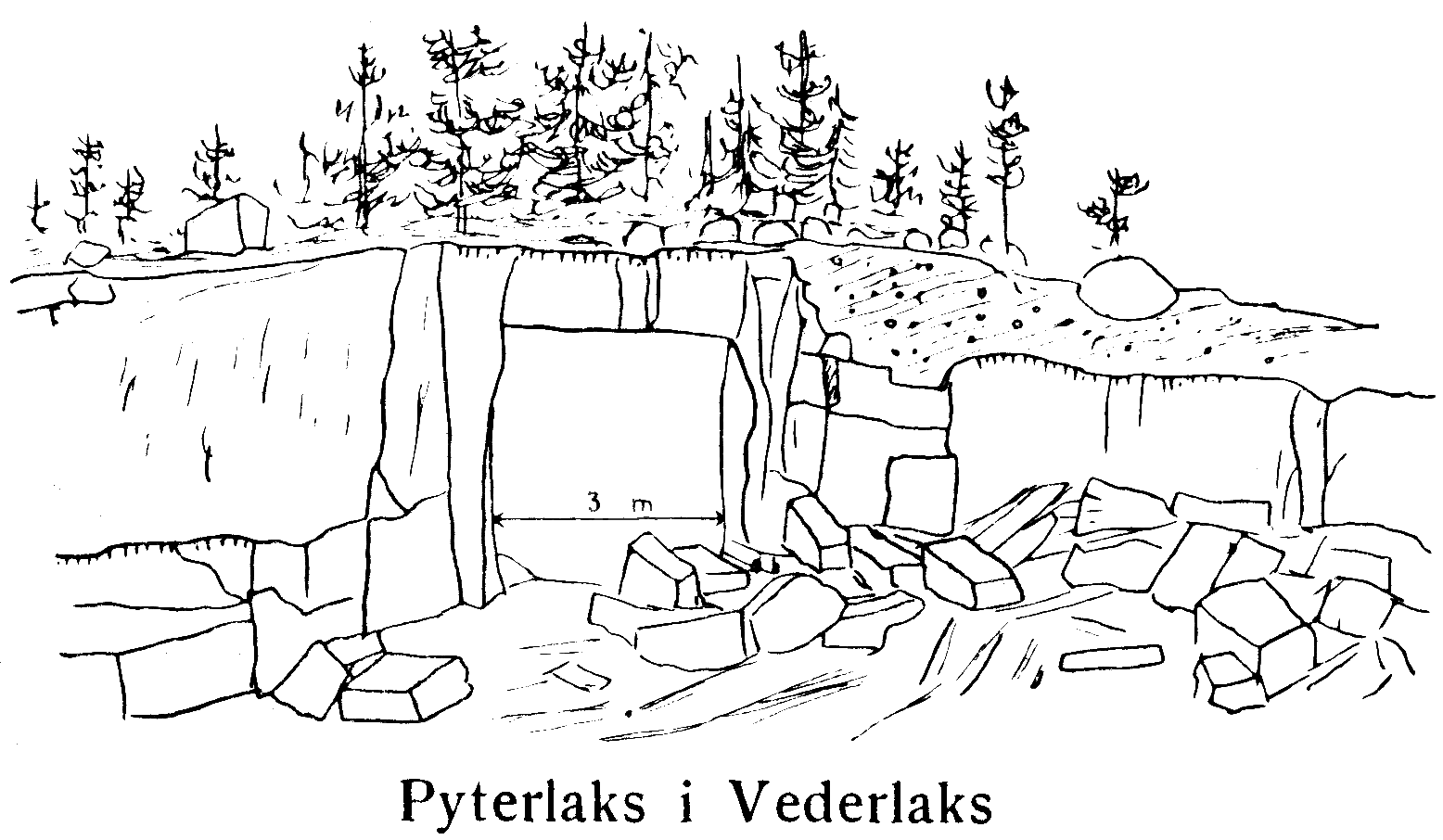
Pyterlahti stenbrott, ur Jakob Johannes Sederholms Om de tekniska egenskaperna hos finska graniter, 1911, sidan 8

Vederlax hembygdsmuseum (finska: Virolahden kotiseutumuseo) ligger i det tidigare skolhuset i Pyterlahti i Vederlax kommun i Kymmenedalen i Finland.
Pyterlahti är en by i Vederlax kommun, sydväst om Virojoki. Ortens namn på svenska, numera föråldrat, är Pyterlax. 
Skolhuset uppfördes 1872–1873 som en grundskola för flickor och var i bruk till 1975. Den dåvarande ägaren till Pyterlahti gård, tillika till en såg i Santaniemi nära Pyterlahti, Anton Mäkälä, donerade mark och byggnadsvirke till skolan. Huset ritades av Fredrik August Odenwall (1843–1890). Byggnaden är sedan 1976 ett lokalhistoriskt museum.